# علم ناورو
رفع علم ناورو لأول مرة بعد استقلال البلاد. تصميم العلم اختير في مسابقة شعبية وتم العمل به رسمياً في يوم الاستقلال في 31 يناير 1968.
العلم يوضح موقع ناورو بدرجة واحد تحت خط الاستواء. حيث يمثل الخط الذهبي الأفقي خط الاستواء، والخلفية الزرقاء تمثل المحيط الهادئ، ونجمة ب12 زاوية تمثل ناورو، حيث تمثل كل نقطة أحد القبائل الاصلية في ناورو.

## النِسَب والرموز
يمثل العلم موقع جزيرة ناورو تحت خط الاستواء.
الطول الرائسي للخط الذهبي الافقي هو 1/24، وهو يرمز لخط الاستواء.
النجمة ذات اثنى عشر تمثل موقع ناورو في المحيط الهادئ الأزرق الكبير.
النجمة ذات اثنى عشر ترمز للقبائل الاثنى عشر التي تسكن الجزيرة.
لون النجمة البيضاء يرمز للفوسفات الموجود علي الجزيرة, والتي تمكن منة ان تكسب منه.